# Idoia Otaegui
Idoia Otaegui Aizpurúa (San Sebastián, Guipúzcoa, 1968) es una abogada, jurista y profesora universitaria española.
Es la directora de la Fundación UIK Cursos de Verano de la Universidad del País Vasco desde 2025.
Fue viceconsejera del Gobierno Vasco entre 2005 y 2009 y anteriormente directora de gabinete del Gobierno.

## Biografía
Se licenció en Derecho en la Universidad del País Vasco. Posteriormente se doctoró en Derecho internacional en el año 2015 con la tesis "La protección de los derechos del menor en la jurisdicción del Tribunal Europeo de Derechos Humanos. Una perspectiva Iusprivatista", dirigida por el catedrático y abogado Juanjo Álvarez.
Actualmente es profesora universitaria de Derecho internacional privado en la Universidad del País Vasco. Es miembro de la Asociación Española de Profesores de Derecho Internacional y Relaciones Internacionales (AEPDIRI).
Desde el año 2020 es la secretaria del Campus de Guipúzcoa de la Universidad del País Vasco.
El 4 de marzo de 2025, fue nombrada directora de la Fundación UIK Cursos de Verano de la Universidad del País Vasco por Joxerramon Bengoetxea, rector y presidente del patronato de la fundación. Sucedió en el cargo a Itziar Alkorta Idiakez.

## Trayectoria política
Otaegui fue asesora jurídica del grupo parlamentario EA-PNV en el Parlamento de Navarra durante los años 2000 a 2005. También fue miembro del consejo de redacción de la revista Alkartasuna de Eusko Alkartasuna.
En las elecciones municipales de España de 2007 fue en la candidatura de Eusko Alkartasuna para San Sebastián.
En el año 2005 fue nombrada Viceconsejera del Gobierno Vasco, en la VIII Legislatura (2005-2009). Fue nombrada por el Consejero Joseba Azkarraga. Anteriormente había sido la directora de Gabinete del Consejero Joseba Azkarraga en la VII Legislatura (2001-2005) del Gobierno Vasco. Ambas legislaturas bajo la lehendakaritza de Juan Jose Ibarretxe y la vicelehendakaritza de Idoia Zenarruzabeitia.

## Publicaciones
- La relevancia del Tribunal Europeo de Derechos Humanos en la protección de los derechos del menor, Editorial Aranzadi, 2017[17]